# 10253 Westerwald
10253 Westerwald este un asteroid din centura principală, descoperit pe 29 septembrie 1973, de Cornelis van Houten, Ingrid van Houten și Tom Gehrels.